# Жерар, Огюстен
Огюстен Грегуар Артур Жерар (фр. Augustin Grégoire Arthur Gérard; 2 ноября 1857 года, Дюнкерк, департамент Нор, Франция — 2 ноября 1926 года, Шато Гонтье, департамент Майен, Франция) — французский военный и общественный деятель.

## Биография
С 23 октября 1875 года курсант специальной военной школы Сен-Сир. 29 августа 1875 года произведён в капралы, а 23 декабря 1876 года в сержанты.
С 1 октября 1877 года младший лейтенант 66 пехотного полка. С 13 октября 1882 года лейтенант 95 пехотного полка. С 6 октября 1884 года служил в 137 пехотном полку. 5 сентября 1885 года переведен в морскую пехоту и направлен в 3 полк в Тонкин. 15 сентября прибыл в полк. Участник Тонкинской кампании. 28 июля 1887 года присвоено звание капитана. С 29 декабря 1887 года служил во 2 маршевом полку в Тонкине. С 15 июля 1887 года в главном штабе в Индокитае. В 1993—1894 годах по линии главного штаба служил с Сиаме. 1 сентября 1894 года получил чин шефа батальона. С 22 декабря 1898 года — подполковник генерального штаба. С 28 июня 1899 года переведен из штаба в 4 полк морской пехоты. 27 сентября 1899 года переведен в сухопутные войска и назначен в 12 пехотный полк. С 1901 года в 125 пехотном полку. с 25 декабря 1905 года полковник 37 пехотного полка, а с 9 мая 1906 года 104 пехотного полка.
С 23 марта 1909 года — бригадный генерал. С 10 июля 1909 года член технического комитета сухопутных войск. С 7 января 1910 года командир 13 пехотной бригады. С 11 октября 1911 года адъютант главнокомандующего в Париже. С 21 декабря 1912 года командующий 41 пехотной дивизией, дивизионный генерал.
Участник Первой мировой войны 1914—1918 годов. С 31 января 1914 года командующий 2 армейским корпусом, с 24 июля 1915 года командовал отрядом в Лотарингской армии, затем, с 31 марта 1916 года — командующий 1 армии, а с 31 декабря 1916 года — командующий 8 армией.
В 1918—1919 годах — французский губернатор Пфальца.
В 1921—1922 годах — великий мастер Великого востока Франции — самой старой масонской великой ложи Франции, и старейшей в континентальной Европе.

## Награды
- Орден Почётного легиона:
  - Кавалер Большого креста (1917 г.)
  - Великий офицер (1914 г.)
  - Командор (1911 год)
  - Офицер (1906 г.)
  - Кавалер (1895 г.)
- Военный крест 1914—1918 годов с пальмовой ветвью
- Воинская медаль (1919 г.)
- Офицер ордена Академических пальм
- Памятная медаль Тонкинской экспедиции

## Семья
- Отец — Эдме Алексис Жерар (1817—1893 гг), кавалер ордена Почётного легиона.
- Мать — Мария Жозефина Жустина Гуссен
- Первая жена — с 8 апреля 1890 года Элизабет Фелисье Люсьен Эстер Валуа. Разведены 5 февраля 1896 года.
- Вторая жена — со 2 октября 1902 года Луиза Августина Куёт (1852—1936 гг.)